# ماتياس فاغنر
ماتياس فاغنر (بالتشيكية: Matyáš Vágner)‏ هو لاعب كرة قدم تشيكي في مركز حراسة المرمى، ولد في 5 فبراير 2003 في براغ في جمهورية التشيك. لعب مع سلافيا براغ.

## وصلات خارجية
- ماتياس فاغنر على موقع قاعدة بيانات كرة القدم.إي يو (الإنجليزية)
- ماتياس فاغنر على موقع Soccerway.com (الإنجليزية)